# Monika Tschirky
Monika Tschirky (10 febbraio 1973) è un'ex sciatrice alpina svizzera.

## Biografia
Originaria di Weisstannen di Mels, la Tschirky esordì in Coppa del Mondo il 16 novembre 1995 a Vail/Beaver Creek in supergigante (32ª) e il 9 febbraio 1996 conquistò l'ultimo podio in Coppa Europa, a Pra Loup nella medesima specialità (3ª). In Coppa del Mondo ottenne i migliori piazzamenti il 4 dicembre 1998 a Mammoth Mountain in supergigante e il 27 novembre 1999 a Lake Louise in discesa libera (15ª) e prese per l'ultima volta il via il 5 marzo 2000 a Lenzerheide in discesa libera (44ª); si ritirò al termine della stagione 1999-2000 e la sua ultima gara fu il supergigante dei Campionati svizzeri 2000, disputato il 14 aprile a Flumserberg e chiuso dalla Tschirky al 10º posto. Non prese parte a rassegne olimpiche o iridate.

## Palmarès

### Coppa del Mondo
- Miglior piazzamento in classifica generale: 84ª nel 1999

### Coppa Europa
- 1 podio (dati dalla stagione 1994-1995):
  - 1 terzo posto

### Campionati svizzeri
- 1 medaglia (dati dalla stagione 1994-1995):
  - 1 oro (supergigante nel 1997)